# Момин сбор
Мо̀мин сбор е село в Северна България. То се намира в община Велико Търново, област Велико Търново.

## География
Момин сбор се намира на 10 km на северозапад от Велико Търново, на 42 km на северозапад от Габрово и на около 211 km на североизток от столицата София. Магистралният път, свързващ столицата и Варна преминава на около 1 km на юг от селото.

## История
В землището на с. Момин сбор, местност „Тракиевото“, има две могили – малка и голяма. Това е доказателство, че тук са живели траки. Срещу голямата могила е имало българско селище. Открити са архитектурни паметници, на времето е имало римски път, който е минавал през Никопол, Русаля, Момин сбор и Велико Търново.
По времето на Руско-Турската война, след бягството на турците, българите се заселват в село Кестамбол (Момино сборище), като идват 24 семейства от съседните села: Беляковец, Леденик, Гостилица, Самоводене, Пушево, Керека, Длъгня и др. от дряновските села. След 1944 г. Кестамбол е преименувано на с. Момин сбор.
При избухването на Балканската война през 1912 година един човек от Кестамбол Никола Димитров е доброволец в Македоно-одринското опълчение. Роден през 1874 г. в Неврокоп и е бил жител на Кестамбол.
По време на войните 1912 – 1913 г., 1915 – 1918 г., 1944 – 1945 г. от с. Момин сбор са дадени 17 жертви.

## Население
Численост на населението според преброяванията през годините:
| \| Година на преброяване \| Численост \| \| --------------------- \| --------- \| \| 1934 \| 775 \| \| 1946 \| 701 \| \| 1956 \| 550 \| \| 1965 \| 329 \| \| 1975 \| 285 \| \| 1985 \| 215 \| \| 1992 \| 171 \| \| 2001 \| 178 \| \| 2011 \| 152 \| \| 2021 \| 186 \| |           |
| Година на преброяване | Численост |
| 1934 | 775       |
| 1946 | 701       |
| 1956 | 550       |
| 1965 | 329       |
| 1975 | 285       |
| 1985 | 215       |
| 1992 | 171       |
| 2001 | 178       |
| 2011 | 152       |
| 2021 | 186       |

### Етнически състав
Преброяване на населението през 2011 г.
Численост и дял на етническите групи според преброяването на населението през 2011 г.:
|                     | Численост | Дял (в %) |
| Общо                | 152       | 100.00    |
| Българи             | 122       | 80.26     |
| Турци               |           |           |
| Цигани              | 7         | 4.60      |
| Други               | 0         | 0.00      |
| Не се самоопределят |           |           |
| Неотговорили        | 21        | 13.81     |

## Културни, стопански и природни забележителности
През 1887 г. е съборена джамията, в която е имало барелеф от траките (мъж и жена, който е запазен), а през 1888 г. на нейно място е построена църквата „Свети Илия“ и в нейна чест, на тази дата, се празнува събора на селото. От 1926 г. съществува читалище „Просвета". През 1985 г. е разкрита библиотека, а през 2005 г. е основана и певческа група. До 1960 г. е имало и начално училище, където са учели децата от с. Момин сбор. От 2006 г. функционира „Клуб на пенсионера и инвалида".
Преди влизане в селото има крайпътен ресторант „Горски кът", работещ нон стоп, който предлага сръбска скара и хотелска база за нощувка. Има и земеделска кооперация ЗП Николай Денев и „Тера-Еко 97" ООД, обработваща земеделските ниви в землището на с. Момин сбор. Непосредствено до селото, на горния разклон съществува фирма „Сема" за продажба на автомобили втора употреба. Има и дървообработващо предприятие „Дено-Дизайн" ООД – българо-немска фирма. На територията на с. Момин сбор се намира и фирма за производство на колбаси „Центромес" ООД. До магистралата София–Варна има бензиностанция на „Лукойл". Там се намира магазин за пакетирани стоки и се предлага бърза закуска. В селото има и ракиджийница, собственост на фирма „МС ИНВЕСТ 2013".

## Личности
- Иван Бораджиев (1921 – 2014) (93 г.) роден в с. Момин сбор, ветеран от Втората Световна война, произхожда от един от големите родове в селото – Бораджиеви.
- Никола Димитров (1874 – ?), македоно-одрински опълченец, родом от Неврокоп, жител на Кестамбол, 1 и Нестроева рота на 9 Велешка дружина[7]